# Voix (instrument)
Pour des articles plus généraux, voir Voix humaine et Chant.
 (mars 2022).
Si vous disposez d'ouvrages ou d'articles de référence ou si vous connaissez des sites web de qualité traitant du thème abordé ici, merci de compléter l'article en donnant les références utiles à sa vérifiabilité et en les liant à la section « Notes et références ».

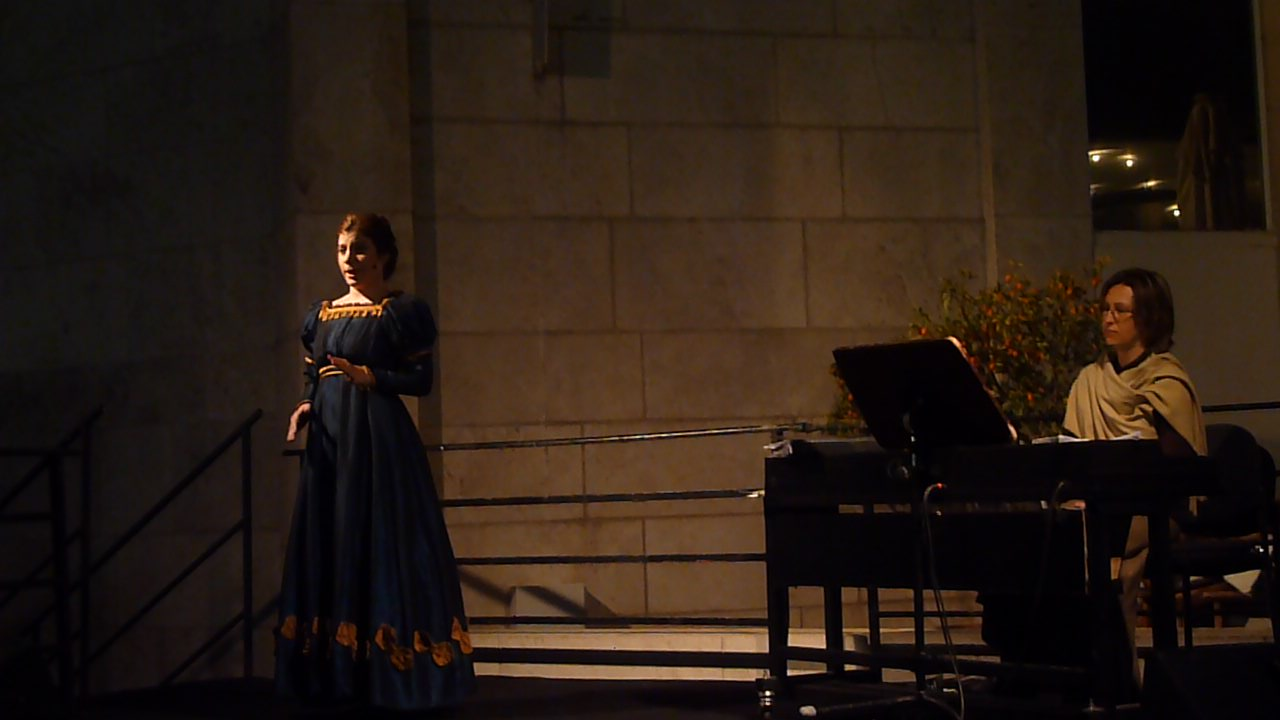
L'opéra, notamment, fait usage de la voix comme instrument de musique.

La voix est utilisée comme un instrument de musique (elle est à ce titre considérée comme le plus ancien) lorsqu'elle interprète sa partie d'une œuvre musicale. La production du son vocal, ou phonation, est obtenue par l'envoi d'air à travers deux cordes vocales en vibration, situées dans le larynx, puis par amplification et résonance grâce aux différents « organes résonateurs », comme la cage thoracique, le pharynx, la cavité buccale ou les fosses nasales.
La voix humaine est capable de produire une très grande variété de fréquences. C'est en modifiant la tension, et surtout, l'épaisseur des cordes vocales, qu'il est possible de changer leur fréquence de vibration, ce qui a pour effet de faire varier la hauteur des sons émis par la voix. Toutes ces modifications sont contrôlées par le système nerveux central.
La voix humaine est aussi caractérisée par un son extrêmement riche qui se visualise sur un sonagramme sous la forme de traits plus ou moins lumineux représentant les nombreuses fréquences harmoniques d'amplitude variable. Ils sont disposés sous forme de strates à égales distances car ces fréquences sont toujours multiples de la fréquence fondamentale de la note chantée. Mais il existe en plus une multitude de fréquences intermédiaires de faible intensité visibles sur un spectrogramme. Les résonateurs jouent un rôle dans le timbre de la voix spécifique pour chaque individu en amplifiant ou en filtrant certaines fréquences. On remarque aussi l'apparition d'une forte intensité au niveau des formants qui permettent d'identifier chaque voyelle. De même, on observe une ondulation sur toutes les fréquences quand la voix chantée est forte de manière à produire un vibrato. Dans ce cas, le « formant du chanteur » au-dessus des formants vocaliques impressionne souvent l'auditoire à cause de la puissance sonore ainsi développée.

## Technique
La technique du chant est très complexe et sa maîtrise demande beaucoup de pratique. Lorsque l'on chante, ce ne sont pas seulement les cordes vocales qui se mettent en action, mais véritablement tout le corps. Les poumons sont la partie « soufflerie » de l'instrument. Ils fournissent l'air permettant de mettre en vibration les cordes vocales. Le diaphragme (le muscle des poumons) commande l'inspiration. Quand il est en position basse, il cesse son action. L'expiration de l'air se fait alors par les muscles abdominaux, transverses et obliques appuyés sur le grand-droit, eux-mêmes en rapport direct avec les viscères (foie, estomac, intestin…).
Le larynx renferme les cordes vocales, qui se tendent ou se détendent sous l'action complexe de plusieurs muscles. Pour permettre au chanteur d'émettre des sons de différentes hauteurs, le larynx se tend de façon plus ou moins accentuée. Quand il monte ou descend dans la trachée, il modifie la dimension de la caisse de résonance et modifie en conséquence le timbre, mais pas la hauteur du son. Ce sont les muscles intrinsèques du larynx qui agissent sur la hauteur du son produit : muscles adducteurs des plis vocaux ; un muscle abducteur des plis vocaux : le muscle crico-aryténoïdien postérieur ; et les muscles tenseurs des plis vocaux : le muscle crico-thyroïdien et le muscle thyro-aryténoïdien ou muscle vocal. Les différents registres vocaux sont obtenus selon la tension et la déformation des plis vocaux induite par ces différents muscles. Les médecins parlent de registre épais inférieur et registre épais supérieur et de registre mince et petit registre.
Les professionnels de la voix, quant à eux, distinguent quatre façons d'émettre des sons vocaux, en rapport aux différents modes de fonctionnement du larynx, dits « mécanismes » :
- le mécanisme 0 dit voix craquée, « Fry » ou « strohbass ».
- le mécanisme I dit « voix de poitrine », le larynx est parfaitement descendu dans la gorge, les sons sont timbrés. Exemple, la basse solo au début du Tuba Mirum du Requiem de Mozart. Il correspond aux registres épais inférieur et supérieur de la médecine[réf. nécessaire].
- le mécanisme II dit « voix de tête » ou « falsetto », le larynx est monté dans la gorge, les sons sont minces et légers. Exemple l'« air de l’Arithmétique » dans L'Enfant et les Sortilèges de Maurice Ravel. Il correspond au registre mince et au petit registre de la médecine[réf. nécessaire].
- le mécanisme III dit « voix de sifflet ». Il permet de produire des sons au-delà de 1 500 Hz, mais est très peu utilisé en chant.

Pour s'exercer, le chanteur pratique ce que l'on appelle des vocalises, exercices qui doivent le mener à une parfaite homogénéité de sa voix du grave à l'aigu. Pour ce faire, la voix mixte permet de passer de la voix de poitrine à la voix de tête sans cassure.
Certaines approches pédagogiques alternatives se concentrent sur la décomposition de la voix en ses différents éléments constitutifs. Elles visent à développer la maîtrise des diverses configurations vocales possibles, sans nécessairement passer par des exercices vocaux classiques. Elles privilégient une compréhension fine des mécanismes vocaux et de leurs interactions, permettant ainsi au chanteur d'explorer et de contrôler sa voix de manière plus analytique et intuitive[source secondaire nécessaire]. 
D'autres approches fondées sur une pédagogie somatique font découvrir la voix à travers l'expérience corporelle. Ces méthodes, comme celle inspirée de la méthode Feldenkrais, mettent l'accent sur l'observation des habitudes et la prise de conscience des mouvements internes. L'objectif est de libérer des tensions inutiles et de développer une maîtrise vocale plus naturelle, en accord avec le corps et la personnalité du chanteur[source secondaire nécessaire].

## Typologies vocales
Cette typologie est uniquement valable pour les chanteurs lyriques car elle implique l'utilisation d'une technique de chant classique, notamment chez les femmes avec l'usage de la voix de tête à partir d'une certaine hauteur, tandis que la plupart des chanteuses de variété utilisent la voix de poitrine légère (ou voix « pleine »). Il existe différents types de voix ; masculine et féminine. On différencie communément les voix de femmes et d'enfants des voix d'hommes, les voix féminines et enfantines étant plus aiguës que les voix d'hommes (sauf exceptions) en raison de phénomènes hormonaux.
En effet les modifications morphologiques au niveau des cordes vocales et de l'ensemble de l'appareil phonatoire sont plus importantes chez les garçons que chez les filles pendant la mue. Ainsi la tessiture de confort de la voix parlée descend en moyenne d'une octave chez les garçons au cours de cette période[réf. incomplète]. C'est pour cette raison que la numérotation des notes baisse d'un degré pour les hommes et que les tessitures vocales en chant classique sont comparables entre hommes et femmes mais avec une différence d'une octave.
La typologie classique, reprise entre autres par Hector Berlioz dans son Traité d'instrumentation et d'orchestration (1843), retient six principaux registres (grave/médium/aigu), nommées comme suit en termes musicaux :
- les sopranos, ou voix aiguës de femmes et d'enfants ;
- les mezzo-sopranos, ou voix moyennes de femmes et d'enfants ;
- les altos, ou voix graves de femmes et d'enfants ;
- les ténors, ou voix aiguës d'hommes ;
- les barytons, ou voix moyennes d'hommes ;
- les basses, qui comme leur nom l'indique correspondent aux voix graves d'hommes.

Cette classification se fait en fonction du timbre, de l'épaisseur, et de la tessiture de la voix, terme utilisé en musique pour désigner une échelle sonore définie, dans laquelle la voix peut émettre des sons aisément, en gardant une homogénéité de timbre. Dans son Traité de l'orchestration (1954), Charles Koechlin considère encore certains types de voix pouvant se rajouter à ces classifications, dont les contre-ténor et les haute-contre qui sont deux types différents de voix. Le premier est un ténor ou un baryton, chantant uniquement avec sa voix de tête un registre plus haut que celui des ténors. Le second est un ténor léger, maîtrisant avec une grande agilité la voix mixte et la voix de tête dans les aigus. Il existe aussi des voix féminines qui utilisent le mécanisme de voix de poitrine pour chanter des notes plus basses encore que les contraltos. On en trouve beaucoup en Europe de l'Est par exemple dans la musique chorale bulgare.
Enfin, certaines voix virtuoses peuvent atteindre des notes extrêmement aiguës comme les sopranos légers colorature ou encore des notes très graves comme les basses profondes (ou basses « nobles »), souvent présentes dans la musique slave. Les notes extrêmes dans l'aigu (au-dessus du do4 pour les hommes, et au-dessus du do5 pour les femmes ou les enfants) sont également appelées « contre-[nom de la note] ». Exemple : le contre-mi du ténor correspond au mi4, le contre-mi de la soprano au mi5.

## Estimation moyenne des notes de transition
Il est difficile de généraliser car chaque individu a sa propre voix. De plus, il existe des zones de recouvrement. Par exemple suivant la puissance donnée à notre voix le passage en voix de tête se fait sur une note plus ou moins haute. Cependant, on peut estimer une moyenne la plus proche possible de la réalité. On peut aussi distinguer deux types de voix de poitrine : une voix de poitrine profonde et une voix pleine plus légère. Les notes de transition entre chaque mécanisme de voix sont en général différentes entre hommes et femmes. Par exemple l'intervalle pour la voix pleine serait entre le sol2 et le la3 pour les femmes, et entre le mi2 et le fa3 pour les hommes. De même le passage de la voix de poitrine à la voix de fry se ferait autour du do2 pour les femmes et autour du fa1 pour les hommes tandis que le passage de la voix de tête à la voix de sifflet se ferait autour du sol4 pour les femmes et autour du do4 pour les hommes. Enfin on peut estimer la tessiture vocale moyenne ordinaire à un intervalle d'un peu plus de deux octaves, centré environ sur le mi3 pour les femmes et sur le la2 pour les hommes. Les limites maximales extrêmes de la voix peuvent monter plus haut qu'elles ne descendent. Les notes presque impossibles à atteindre seraient le si1 et le mi5 pour les femmes et le ré1 et le sol4 pour les hommes. On remarque donc que la différence homme-femme ne se situe pas au niveau de l'étendue de la tessiture mais sur la hauteur de la note médiane et des notes de transition, sans parler des formants ou du timbre de la voix.

## Tessiture exceptionnellement étendue
Afin de dissiper certains malentendus, il convient de rappeler que la tessiture désigne l'ensemble des notes, de la plus grave à la plus aiguë, qui peuvent être émises par une voix de façon homogène lors de l'interprétation acoustique d'un morceau musical. De nombreux chanteurs classiques peuvent atteindre, grâce à la technique vocale, plus de deux octaves exploitables entre voix de poitrine et voix de tête. On parlera de tessiture exceptionnelle au-dessus de deux octaves et demi. Cette distinction ne s'applique pas aux chanteurs pop, pour qui la voix de sifflet est autorisée et dont les performances peuvent être facilitées par l'amplification, voire corrigées informatiquement. Il n'est pas rare dès lors de constater dans ce domaine des tessitures de plus de trois octaves.

### Chant classique
- Maria Callas, soprano dramatique colorature. Tessiture[9],[10] : du fa2 au mi ou fa5 — et donc une amplitude de deux octaves et une septième. Le contre-fa de Callas est sujet à débats. Pour plus de détails, voir la section Puissance et tessiture de l'article.
- Farinelli, castrat. Tessiture[11] : du do2 au ré5, soit une amplitude de trois octaves et un ton.
- Manuel Garcia, ténor. Tessiture[12] : du sol ou la1 au contre-ré (ré4), soit une amplitude de deux octaves et une quarte.
- André Vásáry, contre-ténor sopraniste. Tessiture : du do2 au contre-si bémol (si4), soit une amplitude de deux octaves et une septième[13].
- Jacek Laszczkowski (pl), contre-ténor. Tessiture : du la1 au si4, soit un peu plus de trois octaves[14].
- Maria Malibran, mezzo-soprano. Tessiture[15] : du sol2 au contre-mi (mi5), soit une amplitude de deux octaves et une quinte.
- Mado Robin, soprano léger colorature. Tessiture[16] : du sol2 au contre-contre-ré (ré6), en utilisant la voix de sifflet, mais elle se « limitait » la plupart du temps au contre-si bémol (si5), soit une amplitude de trois octaves et une tierce.

### Autres styles musicaux
- Ariana Grande : chanteuse pop américaine dont la tessiture couvre plus de quatre octaves, du do2 au mi6.
- Yma Sumac : chanteuse péruvienne. L'amplitude de sa tessiture atteignait, dit-on, cinq octaves[17].
- Adam Lopez : chanteur australien détenant le record de la note la plus haute pour un homme[18]. Tessiture : du mi1 au do6 (contre-contre-contre-do dièse) en voix de sifflet, soit près de cinq octaves.
- John Daniel Sumner : chanteur de gospel américain. Entré en 1983 et pour 18 ans dans le Livre Guinness des records comme la basse détentrice de la note la plus grave jamais enregistrée pour un être humain : do-1[19],[20],[21] (C1 en notation américaine).
- Tim Storms : détenteur depuis 2012 du record de la note la plus grave produite par un être humain (0,189 Hz)[22],[23],[24] : d'après cette vidéo[25] un si-2 (B0 en notation américaine).
- Mariah Carey : chanteuse pop américaine ; sa tessiture couvre presque cinq octaves, de fa1 à si5 en voix de sifflet, elle descend pratiquement comme un baryton basse, une tessiture d'homme, et a atteint à deux reprises le ré6[26].
- Vitas : chanteur pop russe ; sa voix couvre plus de quatre octaves  jusqu'au mi5[réf. nécessaire].
- Les octavistes russes qui chantent une octave plus bas que la voix de basse[27].